# San José Fútbol Club
San José Fútbol Club fue un equipo de fútbol de la ciudad de Yautepec de Zaragoza en el estado de Morelos que participaba en la Liga de Balompié Mexicano en la máxima categoría. El club se estableció en sus inicios en San José de Gracia, Michoacán, localidad que dio origen al nombre de la institución.

## Historia
En febrero de 2020 formó parte de la primera reunión de representantes de equipos de la LBM, los cuales buscaban un registro para la temporada inaugural. El 30 de mayo se hace la presentación oficial del equipo, en donde se anunció a Eduardo Bacas como director deportivo y a Carlos Reinoso Jr. como director técnico. Tres semanas después de haber sido anunciado, Eduardo Bacas renunció a su puesto por asuntos familiares. El 2 de julio se anunció a Marcelo Alatorre como el primer jugador en la historia del equipo. El equipo nace oficialmente el 20 de julio de 2020 como la decimosexta franquicia fundadora de la nueva Liga de Balompié Mexicano.
El 14 de octubre de 2020 el equipo disputó su primer partido oficial, el cual fue además el juego inaugural de la Liga de Balompié Mexicano. El encuentro concluyó con la victoria del San José por 1-0 sobre el Morelos Fútbol Club. Omar Rosas anotó el primer gol en la historia de la institución y del certamen.
El 17 de noviembre del 2020 se informó que el equipo cambiaría su sede al municipio de Yautepec, en el estado de Morelos, esto debido a todos los problemas económicos que mantenía la anterior administración, entre estos, la falta de pagos de casi tres meses a toda la plantilla y cuerpo técnico.
En un principio se anunció que el club había sido vendido a un grupo de inversionistas que buscaban trasladar al club al estado de Morelos conservando el mismo nombre. Sin embargo, no se pudo concretar la venta de manera formal por la falta de acuerdo entre los interesados y la Liga, por lo que el 1 de diciembre de 2020 la franquicia fue congelada por la LBM, sin embargo, el equipo no perdió sus derechos sobre la plaza, por lo que el club puede regresar en una temporada posterior siempre y cuando cuente con una directiva que pueda sustentar el proyecto deportivo.

## Estadio
Iniciaron jugando en el estadio Estadio Juanito Chávez, ubicado en San José de Gracia, Michoacán, el cual cuenta una capacidad de 1,500 espectadores. En mayo de 2020 se anunció que el estadio sería remodelado para poder cumplir con la capacidad solicitado por la liga.
El 17 de noviembre del 2020 se mudaron al Centro Deportivo Yautepec ubicado en  el municipio del mismo nombre en el estado de Morelos, el cual cuenta con una capacidad para albergar a 3,000 aficionados. El estadio fue reinaugurado el 9 de febrero de 2020.

## Indumentaria
El 24 de septiembre de 2020 se presentaron de manera oficial los uniformes del club. La equipación local consiste en una camiseta verde con líneas verticales negras, mientras que el pantalón y las medias son negras. Por otro lado, el uniforme visitante es blanco, sin embargo, la camiseta cuenta con una línea horizontal en negro, amarillo y verde. Anteriormente, el equipo había presentado su uniforme alternativo que es una camiseta blanca con una línea diagonal verde y negro, mientras que el short y las medias son blancos.

## Partidos
Últimos Encuentros
| N | Campeonato        | Jornada | Local         | Resultado | Visitante       | Estadio                  | Fecha         | Hora  | Racha |
| - | ----------------- | ------- | ------------- | --------- | --------------- | ------------------------ | ------------- | ----- | ----- |
| 1 | Partido Inaugural | 17      | San José F.C. | 1 - 0     | Morelos F.C.    | Tres de Marzo            | 14 de octubre | 19:00 | W     |
| 2 | Liga Balompié MX  | 1       | Neza F.C      | 2 - 4     | San José F.C.   | Jesús Martínez "Palillo" | 18 de octubre | 16:00 |       |
| 3 | Liga Balompié MX  | 2       | San José F.C. |           | C. V. F Tiburon | Juanito Chávez           | 25 de octubre | 12:00 |       |

| Pos. | Equipo       | Pts. | PJ | G | E | P | GF | GC | Dif. | Clasificasion |
| ---- | ------------ | ---- | -- | - | - | - | -- | -- | ---- | ------------- |
| 2    | San José F.C | 3    | 1  | 1 | 0 | 0 | 1  | 0  | 1    | Cuadrangular  |

Datos Actualizados: 17 de octubre de 2020